# جاكسون بي. تشيس
جاكسون بي. تشيس (بالإنجليزية: Jackson B. Chase)‏ هو قاضي ومحامي وسياسي أمريكي، ولد في 19 أغسطس 1890 في سيوارد في الولايات المتحدة، وتوفي في 4 مايو 1974 في أتلانتا في الولايات المتحدة. حزبياً، نشط في الحزب الجمهوري. وقد انتخب عضو مجلس النواب الأمريكي.